# گاستون گروسگا
گاستون گروسگا (انگلیسی: Gastón Guruceaga؛ زادهٔ ۱۵ مارس ۱۹۹۵) یک بازیکن فوتبال اهل اروگوئه است که در پست دروازه‌بان برای باشگاه فوتبال پنارول در لیگ برتر فوتبال اروگوئه بازی می‌کند.
وی به همراه تیم ملی فوتبال زیر ۲۰ سال اروگوئه در جام جهانی جوانان در نیوزیلند حضور داشت.